# Matsayas Union
Die Matsayas Union (Matsya Sangha) war ein am 17. März 1948 gebildeter Zusammenschluss der Rajputen-Fürstentümer Alwar, Bharatpur, Dholpur und Karauli in der Region Rajputana von Britisch-Indien. Er schloss sich am 15. Mai 1949 mit Greater Rajasthan zu United Greater Rajasthan zusammen, aus dem der heutige Bundesstaat Rajasthan hervorging.